# Symplocos fordii
Symplocos fordii är en tvåhjärtbladig växtart som beskrevs av Henry Fletcher Hance. Symplocos fordii ingår i släktet Symplocos och familjen Symplocaceae. Inga underarter finns listade i Catalogue of Life.